# Batalha de Nassíria (1915)

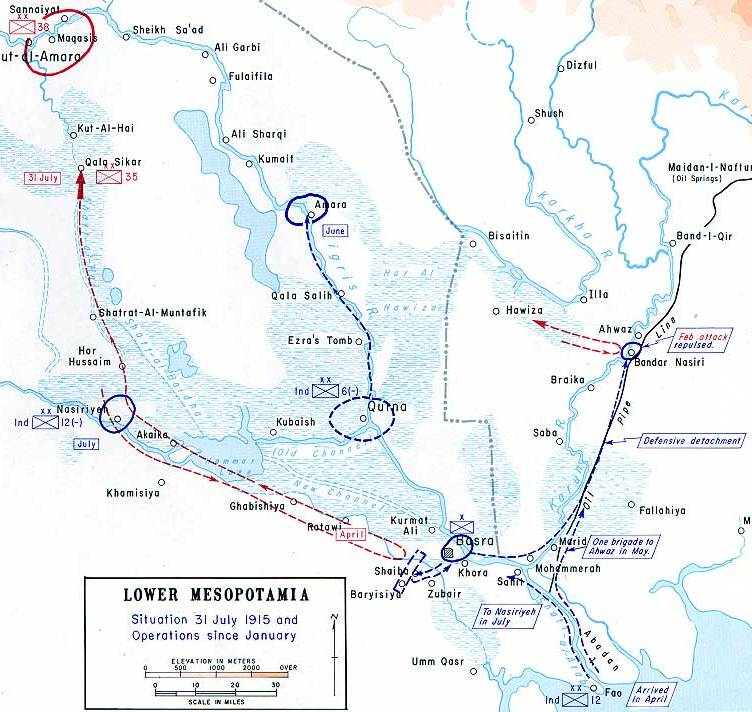
Este mapa mostra o avanço britânico no sul da Mesopotâmia, 1915

A Batalha de Nassíria foi uma batalha na Primeira Guerra Mundial que ocorreu na cidade mesopotâmiana de Nassíria entre as forças britânicas e otomanas em julho de 1915. Nassíria, no sul da Mesopotâmia, era um centro crítico para as forças otomanas e representava uma ameaça para Baçorá, tomada pelos britânicos, e para o flanco ocidental das pelas forças britânicas, desta forma motivando a captura, no âmbito alargado da Campanha da Mesopotâmia.

## Antecedentes
Com o início da Primeira Guerra Mundial na Europa, a perda de acesso a reservas de petróleo na região do Golfo Pérsico era motivo de grande preocupação para o Reino Unido. O petróleo era vital para os navios do império. A ameaça vinha do Império Otomano, que havia entrado na guerra ao lado dos Impérios Centrais e era geograficamente o inimigo mais próximo de Abadan, onde grande parte da infraestrutura petrolífera do Golfo estava localizada. Outro fator na ânsia britânica de dominar a região da Mesopotâmia era manter o prestígio aos olhos dos súditos indianos, temendo uma revolta. Quando os britânicos atacaram, os otomanos tinham poucos meios na Mesopotâmia, pois era considerada uma área com pouco desenvolvimento, onde tintam apenas uma divisão, sem aeronaves de apoio e pouca artilharia. Apesar da falta de prioridade otomana na Mesopotâmia, as forças britânicas desembarcaram em Fao, na foz do Xatalárabe, em novembro de 1914, iniciando a Campanha da Mesopotâmia da Primeira Guerra Mundial.
A cidade de Baçorá foi capturada no final de novembro de 1914, seguida de Qurna, Xaibae e Amara em junho de 1915. Os sucessos britânicos foram, em grande parte, devido à falta de uma oposição turca eficaz na região."